# Franz Rehwald
Franz Rehwald (geboren 16. August 1903 in Haan bei Teplitz, Österreich-Ungarn; gestorben 6. September 1981 in Winnipeg) war ein sudetendeutscher Parteifunktionär (DSAP) und Journalist.

## Leben
Rehwald wurde an der Handelsakademie in Aussig und an der Wiener Hochschule für Welthandel ausgebildet. Während seiner Ausbildung wurde er Mitglied des sozialdemokratischen Akademikerverbandes Österreichs.
Seit 1925 war Rehwald Mitglied der sozialdemokratischen Partei der Tschechoslowakei (DSAP). Von 1925 bis 1927 war Rehwald Bibliothekar des Deutschen Gewerkschaftsbundes in der Tschechoslowakei.
Von 1927 bis 1933 war Rehwald Redakteur der Zeitung Freiheit in Teplitz-Schönau. Anschließend wechselte er zu der Zeitschrift Der Textilarbeiter, dem Organ der Union der Textilarbeiter, für die er von 1933 bis 1938 tätig war. 
In den 1930er Jahren galt Rehwald als Wirtschaftsexperte der DSAP. 1935 veröffentlichte er eine Studie über wirtschaftliche Aufbaupläne im Sudetengebiet. 
1938 wurde Rehwald in den Parteivorstand der DSAP aufgenommen, nachdem er zuvor bereits Kreisvorsitzender der Partei in Reichenberg gewesen war. Im selben Jahr war Rehwald Mitverfasser eines Memorandums der DSAP zur Lage im Sudetengebiet für die britische Runciman-Delegation.
Nach der Annexion der Sudetengebiete durch das Deutsche Reich im Herbst 1938 floh Rehwald nach Brünn. 
Im Spätherbst 1938 entsandte die DSAP Rehwald mit einer kleinen Delegation ins kanadische Ottawa, um dort Verhandlungen für die Partei über die Aufnahme einer größeren Anzahl sudetendeutscher Sozialdemokraten durch den kanadischen Staat – der seine Bereitschaft hierzu signalisiert hatte – zu führen. Seine Aufgabe bestand dabei vor allem darin, die kanadischen Behörden mit zuverlässigen Informationen über die Flüchtlinge zu versorgen. 1939 übersiedelte Rehwald selbst zusammen mit Emmanuel Reichenberger über Großbritannien nach Kanada. Während seines zunächst als Exil angesehenen Aufenthaltes in dem nordamerikanischen Staat war er publizistisch tätig, entschied sich dann aber dauerhaft in Kanada zu bleiben. Nachdem er bis 1941 in der sudetendeutschen Exilgemeinde in Saskatchewan gelebt hatte, ging er eigene Wege.
Von den nationalsozialistischen Polizeiorganen wurde Rehwald nach seiner Emigration als Staatsfeind eingestuft: Im Frühjahr 1940 setzte das Reichssicherheitshauptamt in Berlin ihn auf die Sonderfahndungsliste G.B., ein Verzeichnis von Personen, die im Falle einer erfolgreichen Invasion und Besetzung der britischen Inseln durch die Wehrmacht von den Besatzungstruppen nachfolgenden Sonderkommandos der SS mit besonderer Priorität ausfindig gemacht und verhaftet werden sollten.
Seit 1969 war Rehwald Mitglied der New Democratic Party. Er war Angehöriger der Menschenrechtskommission der Provinz Manitoba. In seinen letzten Lebensjahren lebte Rehwald in Winnipeg.

## Schriften
- Kapitalistische Wahnwirtschaft: Geschichte und Wesen der Wirtschaftskrise, 1932.
- Verfall oder Aufbau? Geschichte und Wesen der Wirtschaftskrise, 1935.